# Luis Alonso Schökel
Luis Alonso Schökel SJ (ur. 1920 w Madrycie, zm. 10 lipca 1998 w Salamance) – hiszpański jezuita, biblista, wykładowca Papieskiego Instytutu Biblijnego w Rzymie.

## Życiorys
Swoją karierę naukową na Papieskim Instytucie Biblijnym w Rzymie rozpoczął w 1957. Przez prawie czterdzieści lat prowadził wykłady ze wstępu do Starego Testamentu, hermeneutyki biblijnej, egzegezy i teologii Starego Testamentu. Wygłaszał odczyty w wielu wszechnicach na całym świecie. Jego książki tłumaczone były na różne języki. W rozwoju egzegezy Schökel zasłynął jako biblista, który docenił walory Biblii jako dzieła literackiego. Przyczynił się do rozwoju studiów, w których traktowano poetykę jako środek do poznania i odczytania przesłania biblijnego.
Praca doktorska o. Schökela wydana drukiem w 1963 Estudios de poética hebrea, wyznaczyła na całe lata kierunek badań prowadzonych przez biblistę. Zwieńczeniem poszukiwań stało się dzieło Manual de poética hebrea, opublikowane w 1987. W biblistyce katolickiej jest to jeden z podstawowych podręczników dla badaczy zajmujących się aspektami literackimi Starego Testamentu. Do ważnych prac hiszpańskiego biblisty należą:
- wydawanie wraz z innymi biblistami hiszpańskimi serii Los Libros Sagrados, w której tłumaczenia poszczególnych ksiąg biblijnych zaopatrzone zostały w dokładne przypisy
- opublikowanie wraz z J. Mateos nowego wydania tłumaczenia Pisma Świętego na język hiszpański Nueva Biblia Española w 1975, zasady tłumaczenia przedstawione zostały w osobnej publikacji wydanej w 1977 La traducción bíblica: lingüistica y estilistica
- wydanie w 1994 Diccionario Biblico Hebreo-Español, którego cechą charakterystyczną jest odejście od uprzywilejowania aspektów filologicznych na rzecz charakterystyki stylistycznej i semantycznej języka biblijnego.

Do najsławniejszych dzieł Schökela w dziedzinie hermeneutyki biblijnej należą: La palabra inspirada z 1966 oraz trzytomowa Hermenéutica de la palabra. Schökel opublikował też komentarze do Ksiąg prorockich (1980), Księgi Hioba (1983), Księgi Przysłów (1984) i Księgi Psalmów (1991-1993). Komentarze te odznaczają się ukazaniem walorów literackich również w odniesieniu do starożytnej literatury pozabiblijnej oraz uwypukleniem warstwy symbolicznej, co pozwoliło Schökelowi, jako teologowi, otwarcie się na pewne szczególne perspektywy teologiczne. Komentarze zostały docenione przez innych badaczy.
Spod jego pióra wychodziły również książki o charakterze popularnonaukowym, jak również dzieła pomocne w pogłębianiu chrześcijańskiej duchowości biblijnej.

## Polskie tłumaczenia
- Słowo natchnione: Pismo święte w świetle nauki o języku, Kraków 1983. ISBN 83-00-0599-4
- Mów wszystko co ci rozkażę: aktualność proroctw Starego Testamentu, Kraków 1996. ISBN 83-7097-157-1
- Nadzieja: uwierzyć miłości, Kraków 1998. ISBN 83-7097-524-0
- Bóg Ojciec: rozważania biblijne, Warszawa 1999. ISBN 83-7119-228-2
- Ty na ty z Biblią: Bóg, człowiek, rodzina i społeczeństwo, Kielce 2001. ISBN 83-7224-364-6